# Grand Prix of Road America 2004
Grand Prix of Road America 2004 var den åttonde deltävlingen i Champ Car 2004. Racet kördes den 8 augusti på Road America. Alex Tagliani tog sin första och enda seger i Champ Car efter att ha kört upp sig från trettonde plats på startgriden. Rodolfo Lavín blev tvåa, medan mästerskapsledande Sébastien Bourdais ryckte ifrån Bruno Junqueira med en tredjeplats. Med sin seger avancerade Tagliani till tredje plats sammanlagt.

## Slutresultat
| Plats | Förare              | Team                | Grid | Kvaltid  |
| ----- | ------------------- | ------------------- | ---- | -------- |
| 1     | Alex Tagliani       | Rocketsports Racing | 13   | 1.45,172 |
| 2     | Rodolfo Lavín       | Forsythe Racing     | 10   | 1.44,663 |
| 3     | Sébastien Bourdais  | Newman/Haas Racing  | 1    | 1.43,046 |
| 4     | Ryan Hunter-Reay    | Herdez Competition  | 2    | 1.43,909 |
| 5     | Mario Domínguez     | Herdez Competition  | 15   | 1.45,596 |
| 6     | Oriol Servià        | Dale Coyne Racing   | 8    | 1.44,105 |
| 7     | Jimmy Vasser        | PKV Racing          | 3    | 1.43,374 |
| 8     | Justin Wilson       | Conquest Racing     | 9    | 1.44,463 |
| 9     | Michel Jourdain Jr. | RuSPORT             | 11   | 1.44,708 |
| 10    | Guy Smith           | Rocketsports Racing | 16   | 1.46,025 |
| 11    | Mario Haberfeld     | Walker Racing       | 12   | 1.45,074 |
| 12    | Paul Tracy          | Forsythe Racing     | 6    | 1.43,933 |
| 13    | A.J. Allmendinger   | RuSPORT             | 7    | 1.44,058 |
| 14    | Patrick Carpentier  | Forsythe Racing     | 5    | 1.43,753 |
| 15    | Bruno Junqueira     | Newman/Haas Racing  | 4    | 1.43,606 |
| 16    | Roberto González    | PKV Racing          | 14   | 1.45,361 |
| 17    | Alex Sperafico      | Conquest Racing     | 17   | 1.46,321 |
| 18    | Gastón Mazzacane    | Dale Coyne Racing   | 18   | 1.46,878 |